# Jeffrey Spender
L'Agente Speciale Jeffrey Spender è un personaggio della serie televisiva X-Files interpretato dall'attore Chris Owens.

## Biografia
Jeffrey Frank Spender è il figlio di C. G. B. Spender, l'Uomo che fuma, e della sua ex-moglie Cassandra Spender.
Entrato a far parte del Consorzio, C.G.B. ha abbandonato la sua famiglia quando Jeffrey aveva undici anni, molto probabilmente nello stesso periodo dei rapimenti alieni del 1973. Da ciò si deduce che Jeffrey è nato nel 1962.
Successivamente sua madre divenne paralitica a causa dei continui rapimenti alieni. Quando gli alieni riconsegnarono Samantha Mulder a C.G.B. lui la fece crescere insieme a Jeffrey in California.
Spender incontra gli Agenti Mulder e Scully nel 1997. Nello stesso anno, l'Uomo che fuma inizia a spedirgli lettere che Jeffrey respinge però al mittente. Nel 1999, il padre gli spara e apparentemente lo uccide nell'episodio Un figlio. Tre anni dopo, nell'episodio William, egli rivela di essere sopravvissuto allo sparo e d'essere stato poi sottoposto a orribili esperimenti ordinati dal padre che lo hanno sfigurato.
Fingendosi Mulder, si infiltrò nella casa di Scully e iniettò al piccolo William della magnetite per curarlo dai suoi poteri telecinetici. Le motivazioni o le ripercussioni delle sue azioni non vengono mai spiegate completamente. Ha testimoniato per la difesa al processo di Mulder per omicidio in La verità. Durante il processo ha anche rivelato che Teena Mulder aveva una relazione con l'Uomo che fuma, e che lui e Fox Mulder sono fratellastri.

## Carriera e lavoro negli X-Files
L'agente Speciale Spender cominciò a lavorare a stretto contatto con gli Agenti Mulder e Scully nel 1997, quando sua madre iniziò a raccontare a Mulder delle sue esperienze. Egli si avvicinò dapprima a Scully, spiegandole che credeva che sua madre fosse mentalmente instabile. Chiese di smettere di indagare sul suo caso. Apparentemente all'inizio della sua carriera nell'FBI, temeva che le storie di sua madre gli procurassero una cattiva reputazione. Evidentemente la reputazione era importante per Spender, data la sua forte competitività con Mulder e la sua reputazione di "Spettrale" quando le loro strade si incontrarono. Ironia della sorte, conobbe l'Agente Mulder in un periodo della sua vita in cui aveva smesso di credere alla cospirazione e ai rapimenti alieni, e i due condivisero l'opinione che i rapimenti di Cassandra fossero delle delusioni - un fatto a cui Mulder in genere rifiutava di credere.
Spender rivela a Scully le cause del suo disprezzo per il paranormale quando Cassandra scompare di nuovo in La paziente X. Secondo lui, Cassandra diventò instabile quando suo padre (che in seguito si scoprì essere l'Uomo che fuma), abbandonò la famiglia. Come meccanismo di difesa, sua madre gli insegnò ad assumere terapeuti servendosi di elaborate storie sui rapimenti che lui stesso inventava. Spender incolpava sua madre, per lui malata di mente, di avergli rovinato l'infanzia, e odiava Mulder per ciò che lui considerava un tentativo di legittimare le credenze sul paranormale. Poco dopo, il vicedirettore Skinner disse a Spender di non preoccuparsi della sua reputazione, dato che aveva un "benefattore" - che poi si scoprì essere l'Uomo che fuma.
Nel 1998 l'Uomo che fuma, che era stato richiamato dal suo esilio in Québec dal Consorzio, si presentò a Spender per la prima volta. Questo incontro, interrotto da Mulder (che pensava che l'Uomo che fuma fosse morto), attirò l'interesse di Spender verso la Cospirazione. A questo punto, Mulder fu coinvolto in un'inchiesta che si concluse rapidamente con la chiusura degli X-Files dopo una perquisizione del Dipartimento di Giustizia nel loro ufficio. Dopo che la sua ex compagna e amante Diana Fowley, fu ferita da un assassino del Consorzio, Mulder ebbe un'aspra discussione con Spender, che egli credeva complice dell'Uomo che fuma, e minacciò di rovinargli la reputazione.
Spender, per vendicarsi, testimoniò contro Mulder al Dipartimento di Giustizia - cosa che, insieme all'intervento dell'Uomo che fuma in appoggio a Spender, bastò per chiudere gli X-Files una seconda volta. Qualche ora dopo, l'Uomo che fuma penetrò nel Quartier Generale dell'FBI e incendiò l'ufficio di Mulder, distruggendo tutti gli X-Files tranne il fascicolo sul rapimento di Samantha Mulder, che portò via con sé. Uscendo dall'edificio, l'Uomo che fuma incontrò Spender e gli rivelò di essere suo padre.
Dopo gli eventi del film, gli X-Files furono riaperti. Comunque, l'Uomo che fuma intervenne in modo che Spender diventasse primo investigatore, con Diana Fowley come sua partner. Il "rinsavito" Mulder riassegnato con Scully a indagini di routine sotto il Vicedirettore Alvin Kersh divenne sempre più intollerante all'apatia e dall'indifferenza di Spender nei confronti degli X-Files, e lo accusò di essere interessato ad indagare su un solo caso, quello della scomparsa di sua madre. Spender credeva che l'Uomo che fuma lo avesse messo a capo degli X-Files solo per tenere a bada Mulder, e manifestò la sua insoddisfazione per quel ruolo. Il risultato fu l'ulteriore aumento dell'animosità tra Mulder e Spender.
Verso la fine della sesta stagione, nell'episodio Due padri, il Secondo Anziano fu ucciso da uno dei ribelli alieni, che usò poi le sue sembianze per infiltrarsi nel Consorzio. L'Uomo che fuma scoprì subito il tradimento e approfittò della situazione per testare la capacità di Spender di seguire le orme del padre come assassino. Spender, sopraffatto da quel genere di missione, fallì e fu quasi ucciso dal Ribelle ma venne salvato da Alex Krycek, che commise l'omicidio al posto suo e per ordine dell'Uomo che fuma. Questo evento fu un duro colpo sia allo scetticismo di Spender riguardo al paranormale, sia alla fiducia dell'Uomo che fuma in suo figlio, e finì col far nascere in Spender dei dubbi sulla moralità del lavoro di suo padre.
A questo punto della serie, quando sua madre fece inspiegabilmente ritorno, e poi fu uccisa, Spender si sentì in colpa per non averla saputa proteggere e per il ruolo che aveva avuto nell'aiutare il Consorzio. In forte opposizione a suo padre, informò i suoi superiori di non essere qualificato per occuparsi degli X-Files e suggerì che l'incarico fosse restituito agli Agenti Mulder e Scully. Poco dopo aver liberato il suo ufficio, viene avvicinato dall'Uomo che fuma, che gli spara dicendogli che "non è niente in confronto a Fox Mulder" (ipoteticamente l'altro figlio dell'Uomo che fuma). Il suo personaggio scomparve dalla serie, si presume che sia stato ucciso.
Nella nona stagione riappare nell'episodio William si viene a sapere che lo sparo dell'Uomo che fuma aveva soltanto ferito Spender, e che suo padre lo aveva sottoposto a numerosi test. Spender sopravvisse, ma rimase sfigurato a vita. Nell'ultimo episodio, La verità (prima parte), Spender fece la sua ultima apparizione testimoniando a favore di Mulder al suo processo per omicidio, in cui rivelò, tra le altre cose, che lui e Mulder sono fratellastri poiché l'Uomo che fuma aveva avuto una relazione con la madre di Mulder. La veridicità di quest'affermazione, forse rivelata a Spender dall'Uomo che fuma, rimane in dubbio, ma sembra verosimile dati alcuni indizi che durante tutta la serie lasciavano credere che l'Uomo che fuma e la signora Mulder avessero avuto una storia.
Riappare nell'undicesima stagione nel primo episodio memorie dal futuro dove viene prima contattato dell'agente Scully per fornirgli l'identità della famiglia che ha adottato suo figlio William, ma viene seguito e quasi investito da qualcuno che lo vuole morto. Lo ritroviamo all'ospedale da Scully per dargli le informazioni che vuole